# بوحة (لعبة)
بوحة أو أبو حديد هي أول العاب الفيديو المصرية ثلاثية الابعاد، وتدور أحداثها في القرية الريفية المصرية وهي مستوحاه من فيلم بوحة، واللعبة إنتاج شركة خيال بالتعاون مع إنتل
صمم اللعبة ثلاثة من المهندسين المصريين بعد اختيارهم من قبل صندوق تنمية التكنولوجيا في مسابقة «خطة تطوير الأعمال التي تنظمها وزارة الاتصالات وتكنولوجيا المعلومات»، وقرروا حينها تأسيس أول شركة في المنطقة تقدم خدمات الدعاية عبر الألعاب من خلال لعبة إلكترونية ثلاثية الأبعاد.

## وصلات خارجية
- الموقع الرسمي للعبة
- مشاهد من اللعبة على يوتيوب على يوتيوب